# ترپل
ترپل (انگلیسی: Terpel) شرکت پالایش نفت کلمبیایی است، که در سال ۱۹۶۸ تأسیس شد.